# Еггенвіль
Еггенвіль (нім. Eggenwil) — громада  в Швейцарії в кантоні Ааргау, округ Бремгартен.

## Географія
Громада розташована на відстані близько 85 км на північний схід від Берна, 23 км на схід від Аарау.
Еггенвіль має площу 2,5 км², з яких на 13,5% дозволяється будівництво (житлове та будівництво доріг), 50,4% використовуються в сільськогосподарських цілях, 27,8% зайнято лісами, 8,3% не є продуктивними (річки, льодовики або гори).

## Демографія
2019 року в громаді мешкало 1034 особи (+16,8% порівняно з 2010 роком), іноземців було 18,1%. Густота населення становила 420 осіб/км².
За віковим діапазоном населення розподілялося таким чином: 20,2% — особи молодші 20 років, 61,9% — особи у віці 20—64 років, 17,9% — особи у віці 65 років та старші. Було 423 помешкань (у середньому 2,4 особи в помешканні).
Із загальної кількості 159 працюючих 28 було зайнятих в первинному секторі, 44 — в обробній промисловості, 87 — в галузі послуг.